# Friedrich von Hausen
Friedrich von Hausen fue un poeta alemán medieval, uno de los primeros del minnesängers, nacido en algún momento entre 1150-1160.

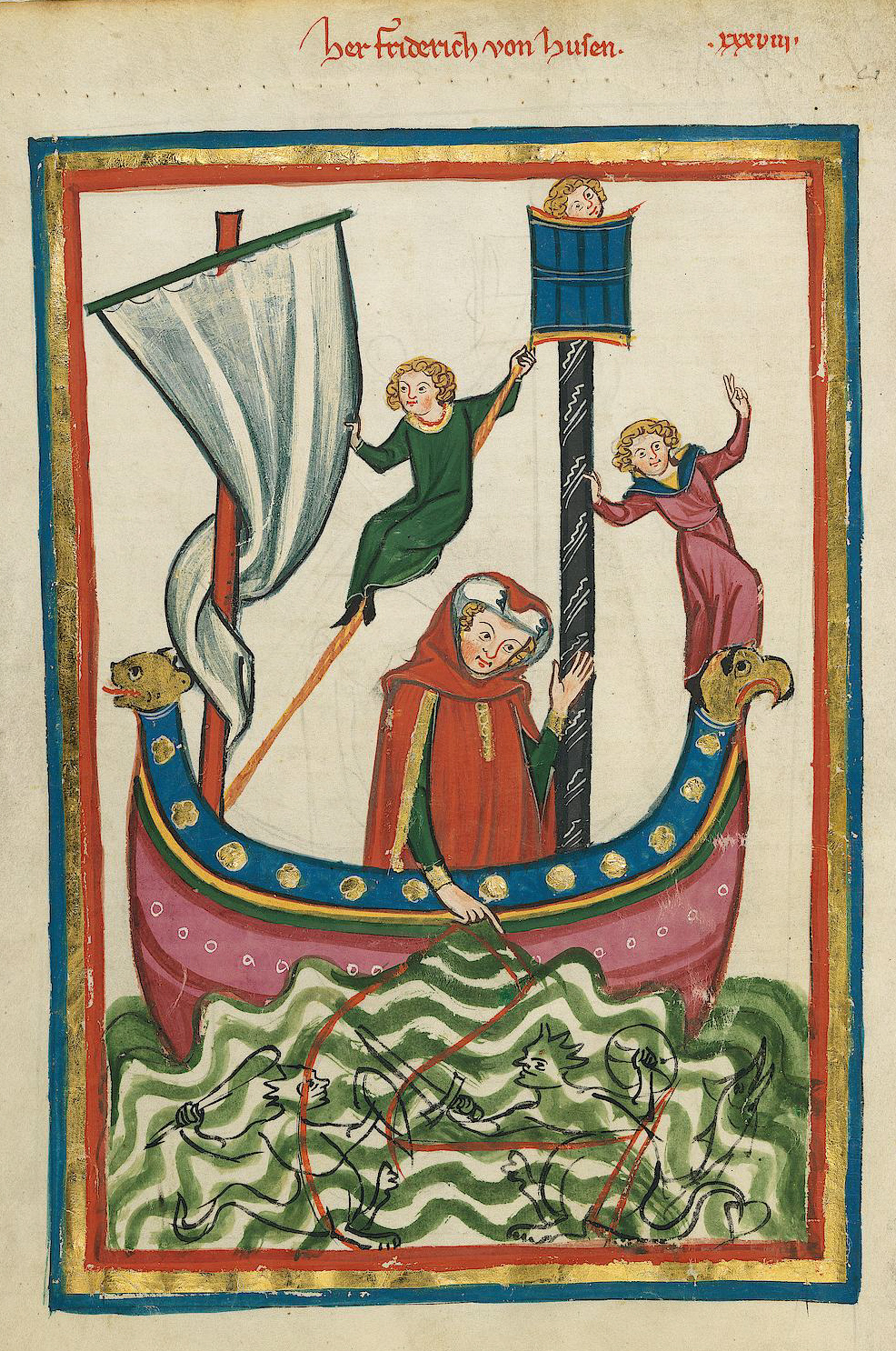
Friedrich von Hausen.Codex Manesse

Su nombre se menciona con frecuencia en los documentos legales, por primera vez en uno de Maguncia, data de 1171 por Cristiano I, Arzobispo de Maguncia. Nació en el territorio de Renania, como lo demuestra su dialecto, especialmente por sus rimas, pero varias ciudades pretenden ser su lugar de nacimiento, y la cuestión no puede decidirse definitivamente. En 1175 estuvo en Italia, y otra vez en 1186 en el conjunto de Enrique VI, emperador del Sacro Imperio. Al año siguiente estuvo presente cuando Federico I Barbarroja y Felipe Augusto se reunió entre Mouzon y Yvois, y en 1188 estaba en Worms, en compañía de Balduino V, conde de Henao. Acompañó al emperador Federico, quien fue de gran estima, en la cruzada de 1189, y encontró la muerte en la batalla de Filomelio (la actual Aksehir), cuando cayó con su caballo, mientras perseguía al enemigo. Se dice que el ejército entero lloró su muerte.
Friedrich von Hausen es uno de los primeros trovadores que se sabe que han imitado los modelos franceses, con lo que se dio a conocer en sus viajes a través de Borgoña y Provenza. Junto con Heinrich von Veldeke introdujo el elemento de romance en el minnesong. Sus rimas son todavía imperfectas y de vez en cuando sus canciones contienen más de una estrofa.